# Nageia fleuryi
Genre
Classification phylogénétique
Statut de conservation UICN

 NT  : Quasi menacé
Nageia fleuryi est un arbre à feuilles persistantes de la famille des Podocarpaceae.

## Description
L'arbre peut atteindre une hauteur de 30 mètres, avec une couronne pyramidale.

## Distribution
On peut le trouver au Cambodge, en Chine (provinces du Guangdong, Guangxi et Yunnan), au Laos, à Taïwan et au Viêt Nam.

## Utilisation
Son bois est très apprécié et utilisé pour des instruments de musique, les baguettes, les métiers d'art et les outils ménagers.